# Gorzeń Dolny
Gorzeń Dolny – wieś w Polsce administracyjnie należąca do województwa małopolskiego, powiatu wadowickiego i gminy Wadowice. Położona na lewym brzegu rzeki Skawy, na skraju Beskidu Małego, u podnóża Goryczkowca (375 m n.p.m.), stanowiącego najwyżej położony punkt wsi. Graniczy z miejscowościami: Zawadka, Jaroszowice, Gorzeń Górny i Wadowice. Przez wieś przebiega odcinek drogi krajowej nr 28 (Zator – Medyka). Obszar wsi obejmuje 156 ha. Przeważają użytki rolne (56% powierzchni). Gorzeń Dolny zamieszkuje 471 osób (2008).
Urodził się tu i spędził większą część życia rzeźbiarz ludowy Jędrzej Wowro.
Na terenie miejscowości działalność prowadzi placówka misyjna Chrześcijańskiej Wspólnoty Ewangelicznej

## Zasoby turystyczne i przyrodnicze
- murowana kaplica św. Stanisława z dzwonem loretańskim
- Wadowice – Gorzeń Dolny – Gorzeń Górny
- ścieżka przyrodnicza na wzgórzu Goryczkowiec

## Historia
Pierwsza wzmianka o wsi pochodzi z 1419 roku. W 1578 roku był własnością Andrzeja Łagiewnickiego herbu Grzymała. W 1656 roku stanowił własność Wierzbowskich, z końcem XVII wieku Aleksandra Wojciechowskiego, a później rodziny Szembeków. W 1751 roku Natalia Morsztyn z domu Szembek sprzedaje go rodzinie Biberstein-Starowieyskich. W 1813 roku Gorzeń Dolny wraz z wadowickim folwarkiem „Mikołaj” nabywają Malczewski, Fischer i Stanowski. Od końca XIX wieku do 1945 roku należy do Krobickich herbu Strzemię. W 1956 roku powołano do życia w Gorzeniu Dolnym Ochotniczą Straż Pożarną. W latach 1975–1998 miejscowość administracyjnie należała do województwa bielskiego.